# Historia del hardware en los países del Bloque del Este
La historia del hardware en el antiguo Bloque del Este es algo diferente de la de Occidente. Como resultado del embargo causado por el tratado CoCom (Coordinating Committee for Multilateral Export Controls, Comité Coordinador para el Control de la Exportación Multilateral), los ordenadores no pudieron ser importados en gran escala desde los países capitalistas. Todo el hardware producido en los países socialistas fue diseñado internamente o copiado de los modelos occidentales utilizando ingeniería inversa, por los servicios de inteligencia. Este aislamiento trajo consigo ciertas incompatibilidades con los estándares de la CEI y la IEEE, como la diferencia de espaciado de los pines de los circuitos integrados (2.5 mm frente al estándar de 2.54 mm). Esto hizo que los chips soviéticos fueran invendibles en el mercado exterior al CAME (Consejo de Ayuda Mutua Económica), y encareció la maquinaria de pruebas.

## Ordenadores soviéticos

### Grandes ordenadores

#### MESM
El primer ordenador electrónico universal programable de la Europa continental fue creado por un equipo de científicos bajo la dirección de Sergei Alekseyevich Lebedev del Instituto de electrónica de Kiev de la Unión Soviética (ahora Ucrania), en Feofaniya. Este ordenador fue conocido como MESM ("Malaya Elektronno-Schetnaya Mashina" o "pequeña maquina de computación electrónica"), construido entre 1948 y 1951. Tenía alrededor de 6.000 tubos de vacío y consumía 25 kilovatios de potencia. Podía llegar a realizar 3.000 operaciones por minuto.

#### BESM
BESM es el nombre de la principal serie de ordenadores soviéticos construidos entre los años 50 y 60. Su nombre es un anacronismo de "Bolshaya Elektronno-Schetnaya Mashina", literalmente "Gran maquina de computación electrónica". Esta serie comenzó siendo un sucesor para el MESM.

#### ES EVM
ES EVM ("Sistema unificado de ordenadores electrónicos") fue una serie de copias de los ordenadores centrales 360 y 370 de IBM, a partir de los años 60. Su producción continuó hasta 1998, con más de 15.000 unidades fabricadas.
En el periodo entre 1986 y 1997, fue producida una serie de ordenadores personales de escritorio llamados "PC de la serie ES EVM"; y continúan siendo fabricados a pequeña escala bajo diferentes nombres en Minsk.

#### Strela
El ordenador Strela, 1953-1956, fue fabricado en Moscú. Su función principal era la depuración de programas. Strela podía procesar hasta 2.000 instrucciones por segundo, y era, en su época, el ordenador más productivo de la Unión Soviética. La última versión de Strela usaba un tambor magnético de 4096 palabras que giraba a 6.000 revoluciones por minuto.

#### ELBRUS
Llamados así por el monte Elbrus, son una serie de supercomputadora desarrollados por el Instituto Lebedev de Mecánicas Precisas e Ingeniería de Computación (ITMiVT) desde los años 70. En 1992, una compañía relacionada con el MCST relevó a ITMiVT para continuar su desarrollo.
Otros ordenadores dentro de esta categoría son el BESM-6, Ural, Setun y el Minsk.

### Estaciones de trabajo
Las estaciones de trabajo construidas en la Unión Soviética son el SM EVM, ES-1845 y el DVK.

### Ordenadores militares y personales
La familia de ordenadores "Minsk" eran los principales ordenadores soviéticos de los años 60 y se igualaban a sus análogos occidentales. Se desarrollaron entre 1959 hasta 1975. Estas máquinas se convirtieron en la base para ordenadores militares de la flota soviética y fueron producidos a gran escala.
A finales de los 60 comenzó en Minsk y Brest la fabricación de ordenadores compatibles IBM. Estos ordenadores fueron conocidos como ordenadores EC-1020, EC-1022, EC-1035, EC-1036, EC-1060, EC-1061, EC-1066 y EC-1130. Los EC-1840, 1841, 1842, 1863 eran análogos al PC de IBM y fueron fabricados a finales de los 80.

### Ordenadores personales

#### Micro-80
El Micro-80 fue el primer ordenador casero "hágalo usted mismo" (HUM) de la Unión Soviética. Su información para el montaje fue publicada en 1983 por una popular revista local llamada Radio. Era un ordenador complejo basado en un sistema Intel 8080. Micro-80 no tuvo mucho éxito, pero sentó el precedente para otros ordenadores personales HUM en numerosas publicaciones.

#### Radio-86RK
Fue el segundo ordenador HUM publicado en la revista Radio, en 1986. Fue más popular que el Micro-80 por su sencillez. Muchas fábricas iniciaron la fabricación de ordenadores personales basándose en su diseño (como los Apogey BK-01, Mikrosha, Krista, Partner 01.01, y el Spektr-001). Pese al parecido que tenían estos ordenadores con el Radio-86RK original, su compatibilidad con el software de esta última era muy limitada.

#### Specialist
El "Specialist" fue el primer HUM publicado en una revista diferente a Radio; fue publicada en 1987 en la revista Modelist-Konstructor, una revista de HUM no centrada exclusivamente en la electrónica. Era más avanzado que los anteriores ordenadores HUM, con una resolución de imágenes mayor (384x256) y un sistema de vídeo que no ralentizaba la CPU cuando ambos trataban, simultáneamente, de acceder a la RAM. Ganó cierta popularidad entre los aficionados, y fueron fabricados varios kits de montaje.

#### UT-88
La revista Yunij Technik (Joven ingeniero) publicó los detalles de este ordenador HUM en 1988. Era una vuelta al Micro-80, pero al ser más sencillo era mucho más accesible para los aficionados inexpertos. Fue dividido en partes, inicialmente contenía una pantalla LED y un teclado, para posteriormente ser ampliado con más RAM, una interfaz de usuario para TV y un teclado completo.

#### Orion-128
El Orion-128 fue el último ordenador HUM publicado por la revista Radio. Usaba los mismos conceptos que el Specialist y tenía unas especificaciones muy parecidas, con sus mismas ventajas e inconvenientes. Ganó una mayor popularidad al ser apoyado por otras revistas, aunque nunca fue producido en fábricas. Mucho de su software fue trasladado por aficionados del Specialist y del ZX Spectrum.

#### Vector-06C
Uno de los últimos ordenadores personales de 8-bit diseñados en al Unión Soviética. Tenía un clon de la CPU i8080, con una velocidad de 3 MHz, gráficos de colores de hasta 16 colores y con una paleta programable en resoluciones más bajas. Algunos de sus juegos fueron trasladados de los ordenadores MSX y ZX Spectrum.
Otros ordenadores personales son el Agat, Korvet, Elektonika BK, UKNC, Mikrosha, Raduga, Poisk, Iskra, y Dubna 48K.

## Ordenadores de la Alemania Oriental
En la República Democrática Alemana, los principales fabricantes de hardware de ordenador eran VEB Robotron y VEB Kombinat Mikrelektronik; estando la primera involucrada en el desarrollo de un estándar en los países del CAME con los ordenadores ES EVM y SM EVM, mientras que la segunda fabricaba microprocesadores clonicos y algunos ordenadores personales como el KC85/2-KC85/4.

## Ordenadores polacos

### Odra
Uno de los primeros ordenadores creados en Polonia. Su fabricación comenzó en 1959-1960 y se exportó a otros países del CAME.
La última serie de ordenadores Odra, el Odra 1300, consistía en tres modelos: el Odra 1304, 1305 y 1325. Y aunque el hardware era desarrollado por equipos polacos, el software provenía de la compañía británica ICL.

### K-202
K-202 fue un ordenador de 16-bits desarrollado entre 1971 y 1973 por Jacek Karpinski. Era uno de los ordenadores más baratos y rápidos de los que se producían en aquel momento por todo el mundo, pero su producción fue rechazada por razones políticas; no siendo compatible con el estándar ES EVM.

### Mazovia
Un clon del IBM PC/XT.

## Ordenadores búlgaros
En los años 80, Bulgaria fabricó ordenadores de acuerdo al tratado de la CAME:
- Computadora central: la serie IZOT y la serie ES EVM.
- Ordenadores personales: IMKO, Pravetz-82/8M/8A/8E/8C/8D (un ordenador de 8-bits variantes búlgaras del 6502), IZOT 1030 (basadas en los U880 de Alemania Oriental), Pravetz-16/16A/16H/286 (variantes búlgaras del 8086/Intel 80186/Intel 80286).

El Pravetz-8M tenía dos procesadores a 1.018 MHz y 4 MHz cada uno, 64KB DRAM y 16 KB EPROM.
El mayor fabrica de ordenadores de Bulgaria tenía 60 km y se situaba en Sofia. Otra gran infraestructura de Bulgaria fue la planta "Ekectronika", también en Sofia. Otras plantas más pequeñas situadas a lo largo del país producía monitores y periféricos. Llegando a suministrar el 40% de los ordenadores del CAME. Tras los cambios demográficos de 1989 y las posteriores caóticas condiciones políticas y económicas de Bulgaria, la industria de ordenadores búlgara desapareció.